# Inwałd

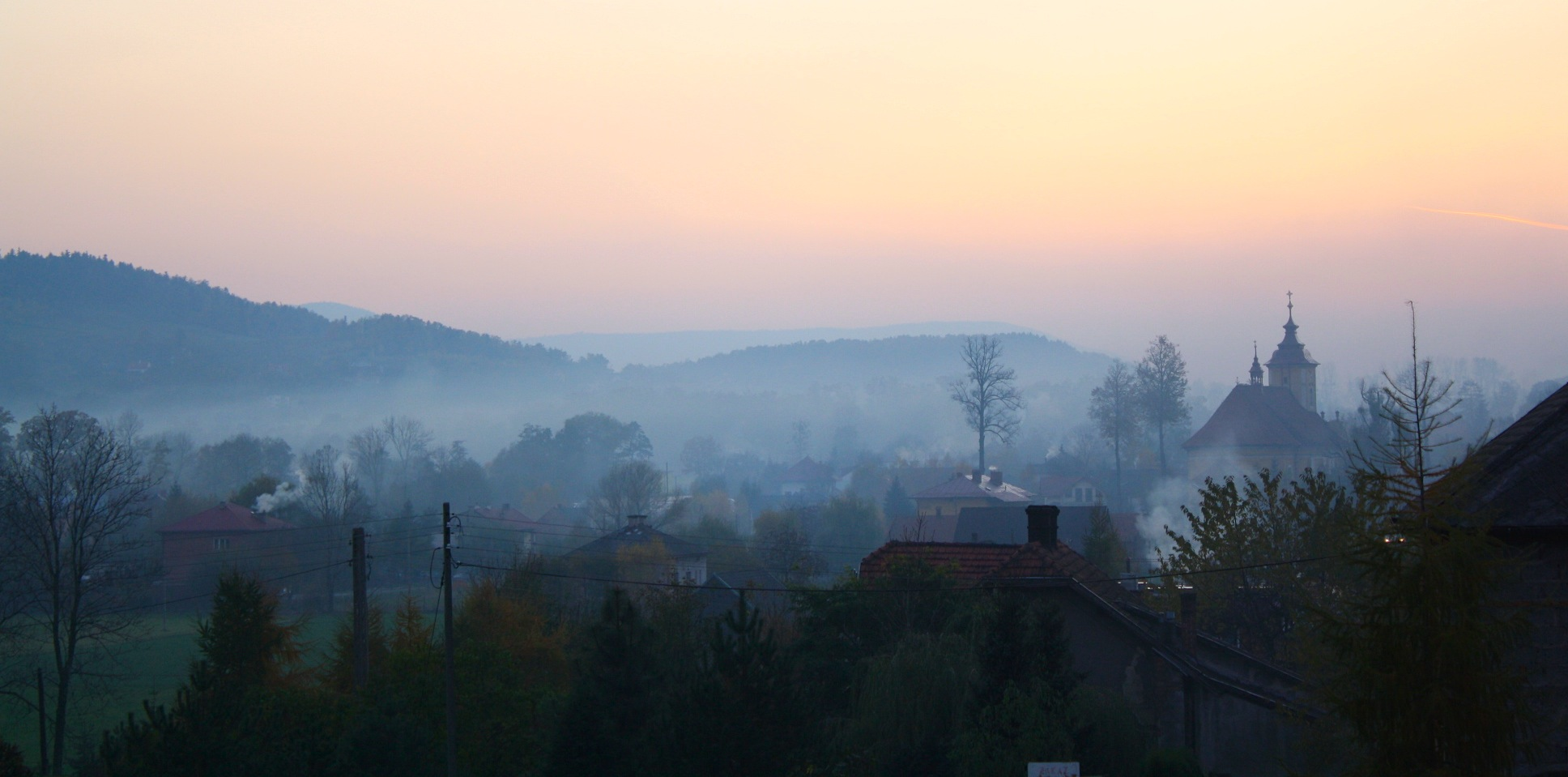
Ortsansicht

Inwałd (deutsch Inwald, ursprünglich Henn(en)walde) ist eine Ortschaft mit einem Schulzenamt der Gemeinde Andrychów im Powiat Wadowicki der Woiwodschaft Kleinpolen in Polen.

## Geographie
Inwałd liegt im Schlesischen Vorgebirge (Pogórze Śląskie) unter den Kleinen Beskiden (Beskid Mały).
Nachbarorte sind die Stadt Andrychów im Westen, Wieprz im Nordwesten, Frydrychowice im Nordosten, Chocznia im Osten, Zagórnik im Südwesten.

## Geschichte
Der Ort wurde 1317 erstmals urkundlich als Hoyenewaldt erwähnt. Die Pfarrei Henwald wurde auch im Peterspfennigregister des Jahres 1326 im Dekanat Zator des Bistums Krakau erwähnt. Später wurde es auch als Henwald (1346/1348), Hynwald (1430), Himwald (1441), Hymwald (1477), Huwalth/Hinwalth/Hynwalt (1529) oder Inwald (1581) erwähnt. Der Name ist deutschstämmig und abgeleitet von den mittelhochdeutschen Wörtern Henne (Hühner) und Walt (Wald).
Politisch gehörte das Dorf ursprünglich zum Herzogtum Auschwitz, dies bestand ab 1315 in der Zeit des polnischen Partikularismus. Seit 1327 bestand die Lehnsherrschaft des Königreichs Böhmen. Seit 1445 gehörte es zum Herzogtum Zator, dieses wurde im Jahr 1494 an Polen verkauft.
Bei der Ersten Teilung Polens kam Inwałd 1772 zum neuen Königreich Galizien und Lodomerien des habsburgischen Kaiserreichs (ab 1804).
1918, nach dem Ende des Ersten Weltkriegs und dem Zusammenbruch der k.u.k.-Monarchie, kam Inwałd zu Polen. Unterbrochen wurde dies nur durch die Besetzung Polens durch die Wehrmacht im Zweiten Weltkrieg. Es gehörte dann zum Landkreis Bielitz im Regierungsbezirk Kattowitz in der Provinz Schlesien (seit 1941 Provinz Oberschlesien).
Von 1975 bis 1998 gehörte Inwałd zur Woiwodschaft Bielsko-Biała.

## Sehenswürdigkeiten
- Miniaturpark Inwałd
- Katholische Kirche, 1760 gebaut

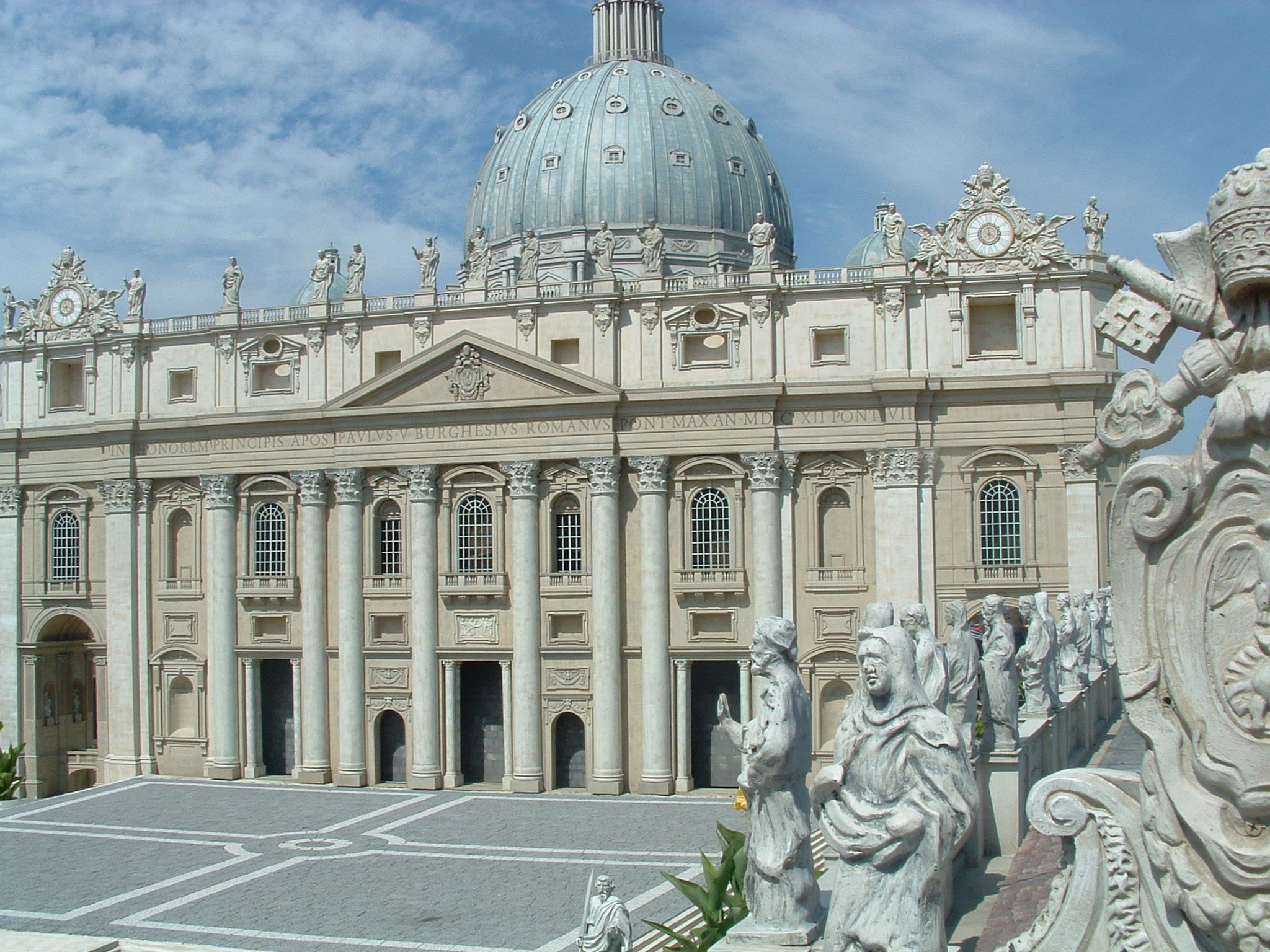
Miniaturenpark
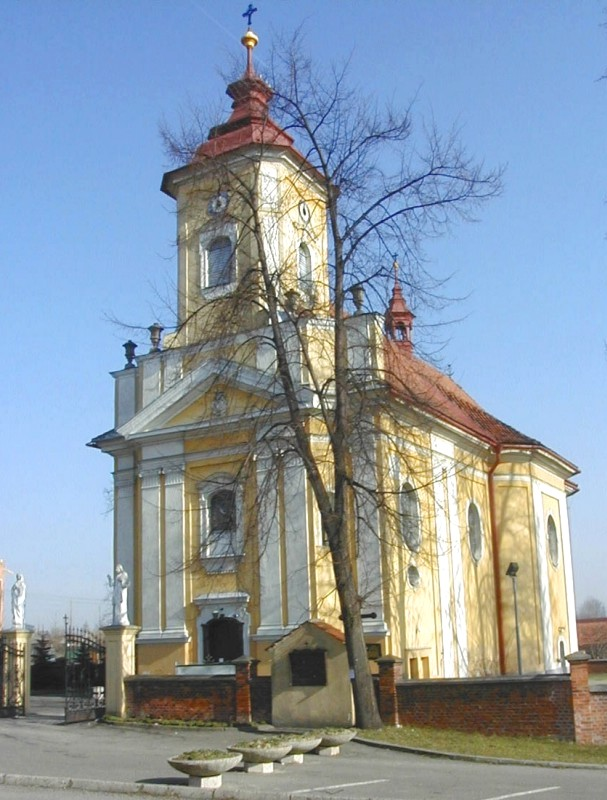
Katholische Kirche

## Verkehr
Durch Inwałd verläuft die Staatsstraße DK 52, die Bielsko-Biała mit Kraków verbindet.

## Persönlichkeiten
- Urszula Figwer (1931–2025), Speerwerferin und Olympiateilnehmerin